# Чаунська губа
Чаунська губа (рос. Чаунская губа) — затока на Чукотці, що належить східній частині басейну Східносибірського моря. Губа вдається на 150 км до суходолу. найбільша ширина - 100 км. Сполучається з ним трьома протоками: Малою Чаунською (із західного боку острова Айон), Середньою (між островами Айон і Великий Роутан) і Певек (з східного боку острова Великої Роутан). Глибина губи не перевершує 20 м, за винятком протоки Певек, де вона досягає 31 м. Головний порт Певек. На східному узбережжі є також аеропорт. Адміністративно входить до складу Чаунського району Чукотки.
Басейн губи включає багато дрібних річок: Пьоотайпіваам, Млельїн, Т'еюкууль, Ічувеєм, Паляваам, Чаун, Пучьевеєм, Лелювеєм, Крем'янка, Ітіккуульвеєм, Емікків'ян, Раквазан і дрібніші. У річкову систему Ічувеєма входять річки Середній Ічувеєм і Каатир.